# Мота-де-Альтарехос
Мота-де-Альтарехос (ісп. Mota de Altarejos) — муніципалітет в Іспанії, у складі автономної спільноти Кастилія-Ла-Манча, у провінції Куенка. Населення — 44 особи (2010).
Муніципалітет розташований на відстані близько 130 км на південний схід від Мадрида, 23 км на південний захід від Куенки.

## Демографія
Динаміка населення (INE ):